# Jean-Baptiste Carrier
Jean Baptiste Carrier (16. března 1756, Yolet u Aurillacu – 16. prosince 1794, Paříž) byl francouzský revolucionář a člen francouzského Národního konventu.

## Životopis
Carrier byl prokurátorem a v roce 1792 byl zvolen členem Národního konventu. Zde se připojil k Hoře a patřil jak ke kordeliérům, tak k jakobínům. Během období Hrůzovlády byl jedním z jejích nejfanatičtějších zastánců. Nechvalně proslulým se stalo jeho působení v Nantes, kam byl vyslán jako zástupce na misi v říjnu 1793. Nantes bylo jedním z center royalistické a federalistické kontrarevoluce, kam povstalci z Vendée a jejich rodiny uprchli po porážce u Le Mans a Savenay. Ti zde byli ve velkém pozatýkáni.
Carrier vězně hromadně popravoval bez soudu. Protože střelba nebo gilotina představovaly velké náklady, byli muži, ženy a děti umístěni do člunů, jejichž dno bylo možné otevřít poklopem, a poté se potopily i s lidmi. Carrier těmto popravám říkal noyades („utopení“), baignades („koupele“), déportations verticales („vertikální deportace“) nebo mariages républicains („republikánské svatby“), protože obvykle jsou zde dva lidé, svázaný muž a žena. Během jeho čtyřměsíční činnosti bylo údajně zabito 16 000 lidí. Historik Adolphe Thiers odhaduje počet obětí na 4000 až 5000.
Po Robespierrově pádu (9. thermidoru) bylo proti Carrierovi zahájeno vyšetřování kvůli odsouzení obyvatel Nantes, které Carrier postoupil revolučnímu tribunálu. Carrier a dva z jeho kompliců byli zatčeni a 16. prosince 1794 gilotinováni v Paříži.
Carrier se v tomto procesu bránil tvrzením, že jednal jménem a v koordinaci s Výborem pro veřejné blaho. Během procesu došlo mezi jakobíny a thermidoriány k prudkým sporům ohledně zacházení s vnitropolitickými odpůrci revoluce.
Jako epizodní postava se objevuje ve filmu Manželé z roku II, kde ho hrál Julien Guiomar.